# Ludvigkanalen
Ludvigkanalen, også kendt som Ludwig-Donau-Main-Kanalen (eller lokalt som Alter Kanal (gamle kanal)) var en 172,4 kilometer lang vandvej mellem floderne Donau ved Kelheim og Main ved Bamberg. 

## Forbindelse mellem Nordsøen og Sortehavet
Kanalen blev bygget mellem 1836 og 1846. 
Formålet med at bygge kanalen var at skabe en farbar forbindelse mellem Nordsøen nær Rotterdam og Sortehavet ved Constanța. Kanalen forbandt Rhinens afvandingsområde i nord med Donaus i syd. 
Kanalen krydser Det europæiske vandskel mellem Atlanterhavet og Middelhavet (med deres respektive bihave). Derfor var det nødvendigt at bygge omkring 100 sluser for at klare højdeforskellen på cirka 260 meter.

## Konkurrence med jernbanerne
Kanalen var et yndlingsprojekt for Ludwig 1. af Bayern, og den blev opkaldt efter kongen. Desværre blev kanalens økonomi hurtigt dårlig. Kanalen var relativt smal. Der var mange sluser, og desuden var der mangel på vand i de øverste afsnit. Dette gjorde, at kanalen hurtigt kom i hård konkurrence med jernbanerne. 

## Ny kanal i 1992
Den gamle kanal blev nedlagt i 1950. I 1960 gik man i gang med at bygge Main-Donau-Kanalen (eller Europakanalen). Den nye kanal blev indviet i 1992. 

## Eksterne kilder og henvisninger
- Wikimedia Commons har flere filer relateret til Ludvigkanalen

49°24′37″N 11°04′34″Ø / 49.41022°N 11.0762°Ø